# Drvenik Veli
Drvenik Veli (italsky Zirona Grande) je ostrov v Chorvatsku v Jaderském moři. Nachází se ve středo-dalmatském souostroví, severozápadně od Šolty, 1,8 kilometrů od pevniny. Rozloha ostrova je 12,07 km2. Nejvyšší bod má 178 metrů nad mořem. Jediným osídlením na ostrově je téměř stejnojmenná vesnice Drvenik Veliki (výslovnost [dr̩v̞ɛ̌niːk v̞ɛlikiː]) se 150 obyvateli (dle sčítání lidu 2011).